# Noah Mbamba
Noah Mbamba-Muanda (* 5. Januar 2005 in Ixelles/Elsene) ist ein belgischer Fußballspieler, der als Leihspieler von Bayer 04 Leverkusen beim F.C.V. Dender E.H. unter Vertrag steht.

## Karriere
Mbamba wechselte 2020 vom KRC Genk zum FC Brügge. Im Februar 2021 erhielt der Jungspieler seinen ersten Profivertrag beim FC Brügge. Am 23. Mai 2021 gab Mbamba im Heimspiel gegen den KRC Genk sein Ligadebüt. Aufgrund seines Alters durfte er in der Saison 2020/21 auch in der U-23-Mannschaft des FC Brügge eingesetzt werden, die außer Konkurrenz in dieser Saison unter der Bezeichnung Club NXT in der Division 1B spielte. Für diese bestritt er 11 von 13 möglichen Spielen.
In der Saison 2021/22 wurde er bei 14 von 40 möglichen Ligaspielen eingesetzt (alle im Jahr 2021) sowie je drei Champions-League- und Pokalspielen sowie im gewonnenen Spiel um den Supercup.
Im Januar 2023 wechselte Mbamba ein halbes Jahr vor Vertragsende beim FC Brügge in die deutsche Bundesliga zu Bayer 04 Leverkusen.
Zur Saison 2024/25 wurde er in die 2. Bundesliga zu Fortuna Düsseldorf verliehen. Im Februar 2025 einigten sich Fortuna Düsseldorf und Bayer 04 Leverkusen auf ein vorzeitiges Ende der Leihe. Mbamba kam bei der Fortuna nur auf 7 von 21 möglichen Pflichtspiel-Einsätzen. Mbamba wurde direkt weiter in die belgische Division 1A zum F.C.V. Dender E.H. verliehen. Eine ursprünglich bis Jahresende 2025 vorgesehene Leihdauer wurde im April 2025 um ein halbes Jahr verlängert. Dort bestritt er in seiner ersten Saison 9 von 16 möglichen Ligaspielen. Ab Mitte April 2025 fiel er bis zum Saisonende infolge einer Muskelverletzung aus.

## Nationalmannschaft
Im Jahr 2020 bestritt Mbamba zwei Freundschaftsspiele für die belgische U-15-Nationalmannschaft. Seit Herbst 2021 spielt er in der U-19-Nationalmannschaft und bestritt für diese sechs Qualifikationsspiele zur U-19-Europameisterschaft 2022.

## Titel und Erfolge
Bayer Leverkusen
- Deutscher Meister: 2024
- Deutscher Pokalsieger: 2024

FC Brügge 
- Belgischer Meister: 2021, 2022
- Belgischer Supercupsieger: 2021, 2022